# Festival TV ABU de la chanson 2015
- Pays participants
- Pays ayant participé dans le passé, mais pas en 2015

 Macao 2014  Jakarta 2016
Le Festival TV ABU de la chanson 2015 (officiellement ABU TV Song Festival 2015), en octobre 2015, avec la participation des pays de la région Asie-Pacifique.

## Pays participants
| Ordre | Pays         | Langue               | Artiste                         | Chanson                    | Traduction                  |
| ----- | ------------ | -------------------- | ------------------------------- | -------------------------- | --------------------------- |
| 1     | Afghanistan  | Persan               | Mozhdah                         | Ghoroore Tu, Shikaste Ma   | Votre fierté, mon Poison    |
| 2     | Maldives     | Anglais & Maldivien  | Mariyam Unoosha                 | The Maldives Song          | La chanson des Maldives     |
| 3     | Kazakhstan   | Kazakh               | Dimash Qudaibergen              | Daididau                   | -                           |
| 4     | Macao        | Cantonais            | Ma Man Lei, Kyla（馬曼莉）      | Beiduibei (背對背)         | Dos à dos                   |
| 5     | Inde         | Anglais              | Sanjeevani Bhelande             | Radiant Ruby               | Rubis rayonnant             |
| 6     | Viêt Nam     | Anglais & Vietnamien | Dinh Manh Ninh                  | In the music tonight       | Dans la musique ce soir     |
| 7     | Japon        | Japonais & Anglais   | Scandal                         | Sisters                    | Sœurs                       |
| 8     | Indonésie    | Indonésien           | Zahra Damariva                  | Tak Kembali                | Non-retour                  |
| 9     | Hong Kong    | Cantonais            | Vivian Koo，Tracy Gu Wei (谷微) | Accept The Part (安守本份) | Accepter la partie          |
| 10    | Corée du Sud | Coréen & Anglais     | CN Blue                         | Cinderella                 | Cendrillon                  |
| 11    | Malaisie     | Malais               | Ernie Zakri                     | Dialah di Hati             | Il est dans le cœur         |
| 12    | Turquie      | Turc                 | Murat Dalkılıç                  | Katilimiz Olursun          | Vous devenez notre assassin |

## Radiodiffusion internationale
Chaque pays participant a été invité à diffuser l'événement à travers leurs réseaux respectifs et fournir des commentaires dans les langues indigènes d'ajouter la perspicacité et la description pour les spectacles.
- Afghanistan – Ariana Television Network (ATN)
- Corée du Sud – Korean Broadcasting System (KBS)
- Hong-Kong - Television Broadcasts Limited (TVB)
- Inde – Doordarshan (DD)
- Indonésie – TVRI
- Japon – NHK
- Kazakhstan – Kazakhstan (chaîne de télévision)
- Macao – Teledifusão de Macau (TDM)
- Malaisie – Radio Televisyen Malaysia (RTM)
- Maldives – Television Maldives (TVM)
- Turquie – Radio-télévision de Turquie (TRT)
- Viêt Nam  – Vietnam Television (VTV)